# Třída Canberra
Třída Canberra je třída vrtulníkových výsadkových lodí australského královského námořnictva. Jsou to vůbec největší válečné lodě, které kdy v australském námořnictvu sloužily. Slouží pro výsadkové operace, záchranné a humanitární operace či mírové mise. Třída je modifikací španělské víceúčelové letadlové lodě Juan Carlos I. Jedna loď může přepravovat až 1000 vojáků, 110 vozidel a 8-18 vrtulníků. Prototypová jednotka HMAS Canberra byla zařazena do služby v listopadu 2014 a její sesterská loď HMAS Adelaide následovala v roce 2015.

## Stavba

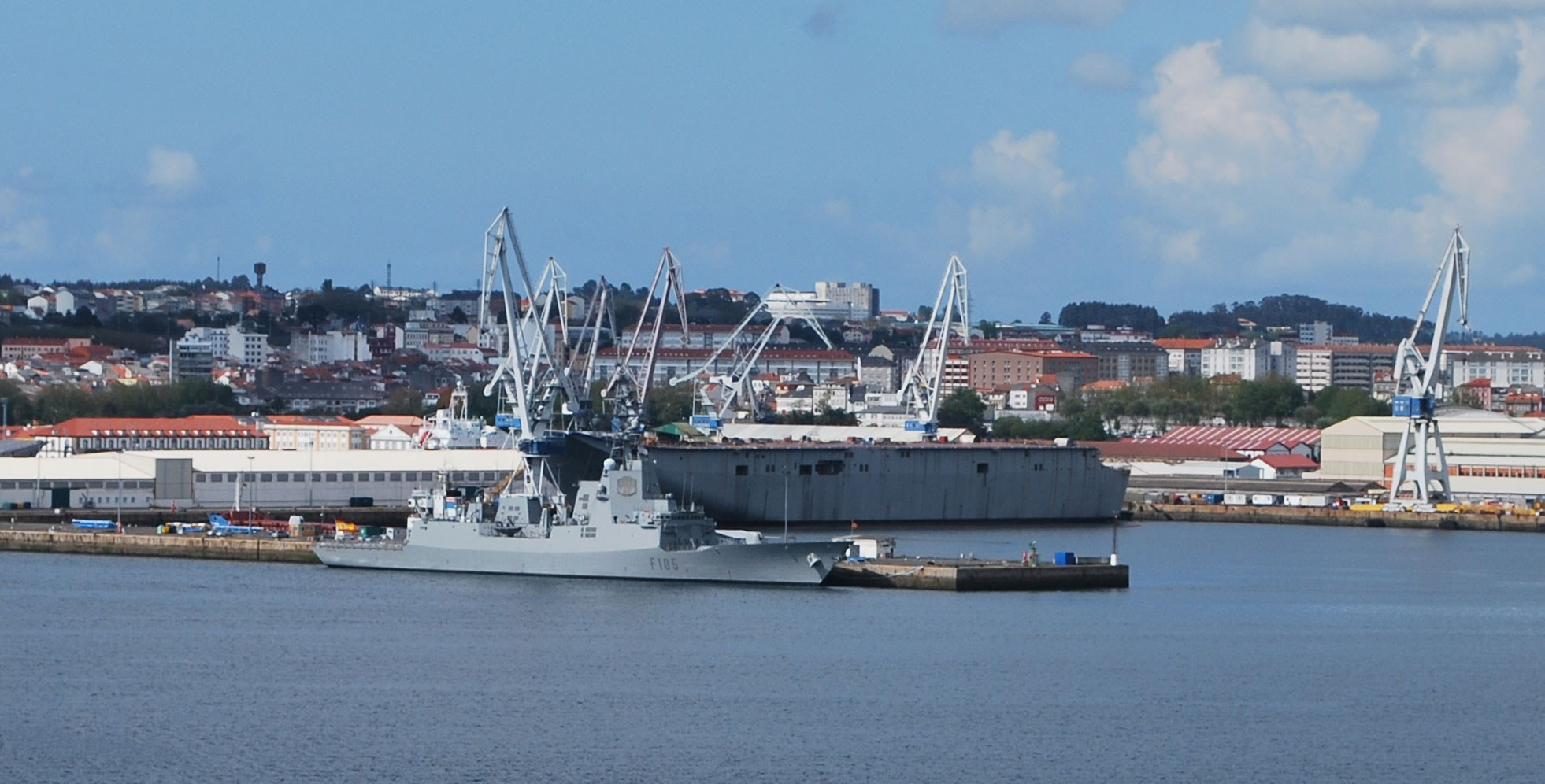
Stavba trupu Adelaide ve španělském Ferrolu

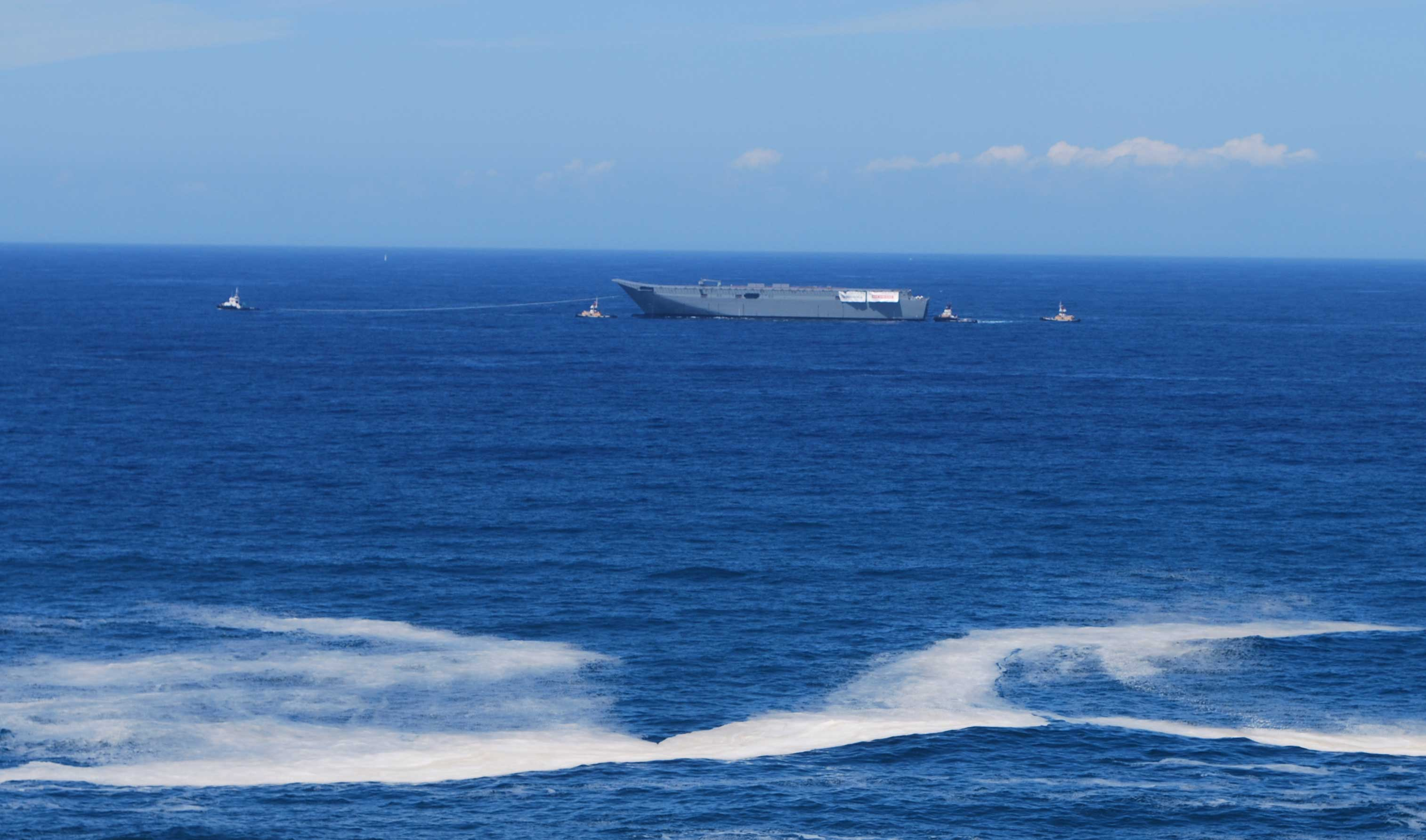
Přeprava dokončeného trupu Canberra do Austrálie

Objednávka celé třídy vyplynula z urgentní potřeby australského námořnictva po obnově jeho výsadkových sil. Dosavadní australské výsadkové lodě, jedna jednotka třídy Kanimbla a výsadková loď HMAS Tobruk (L 50), totiž byly poměrně staré a téměř neschopné služby. O jejich náhradě bylo rozhodnuto v roce 2006, přičemž námořnictvo volilo mezi španělským typem Juan Carlos I loděnice Navantia a francouzskou třídou Mistral od společností DCNS-Thales. Španělský projekt zvítězil, přičemž stejná loděnice Austrálii dodala rovněž tři raketové torpédoborce třídy Hobart a zajistila tak modernizaci samého jádra australského námořnictva.
Stavba dvou objednaných výsadkových lodí proběhla ve spolupráci španělské společnosti Navantia a BAE Systems Australia. Dělo se tak formou modulů, vyráběných na řadě odlišných míst a později na jednom místě zkompletovaných. Ve Navantia v své loděnici v Cádizu byl nejprve vyroben trup lodě až po letovou palubu, který byl následně přepraven do australských loděnic BAE ve Williamstownu ve státě Victoria, kde na něj byl instalován velitelský ostrov a další vybavení.
Trup výsadkové lodě Canberra byl v Cádizu postaven v letech 2009–2011. V srpnu 2012 byl naložen na velkokapacitní transportní loď, která ho dopravila do Austrálie. Do Williamstownu v Melbourne plavidlo dorazilo v polovině října 2012. Trup druhé jednotky Adelaide měl být do Austrálie dopraven v roce 2013. Během první zkušební plavby vlastní silou byla Canberra poškozena vibracemi způsobenými chybným chodem podů. Zkoušky byly obnoveny v srpnu 2014, po dokončení oprav. Do operační služby loď vstoupila 28. listopadu 2014. Sesterská loď Adelaide byla postavena v letech 2011–2015. Plných operačních schopností třída dosáhla 12. listopadu 2019.
Jednotky třídy Canberra:
| Jméno                  | Založení kýlu  | Spuštěna na vodu | Vstup do služby    | Status  |
| ---------------------- | -------------- | ---------------- | ------------------ | ------- |
| HMAS Canberra (LHD-02) | 23. září 2009  | 17. února 2011   | 28. listopadu 2014 | aktivní |
| HMAS Adelaide (LHD-01) | 18. února 2011 | 4. července 2012 | 4. prosince 2015   | aktivní |

## Konstrukce

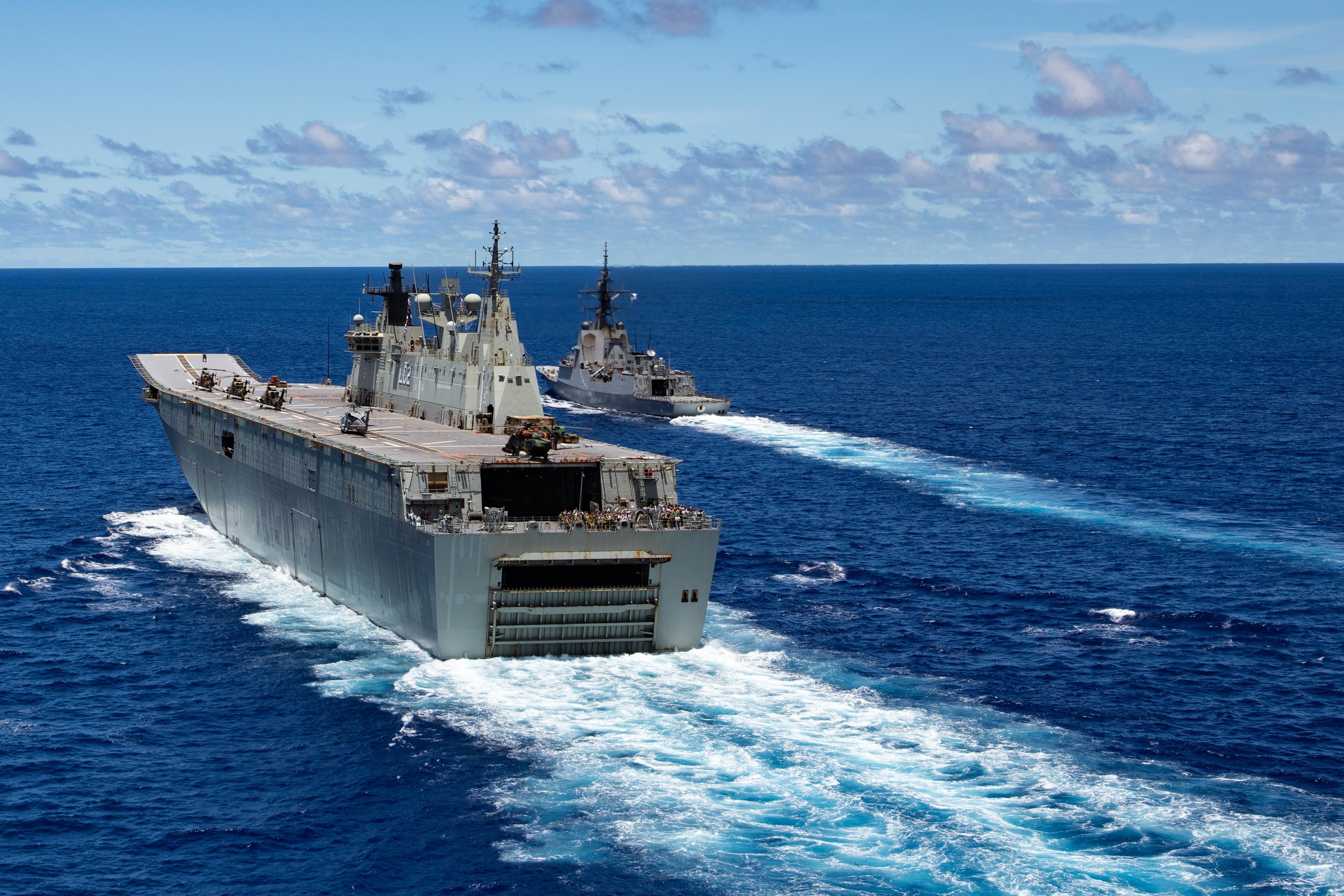
HMAS Canberra (LHD-02) s torpédoborcem HMAS Hobart (DDG 39)

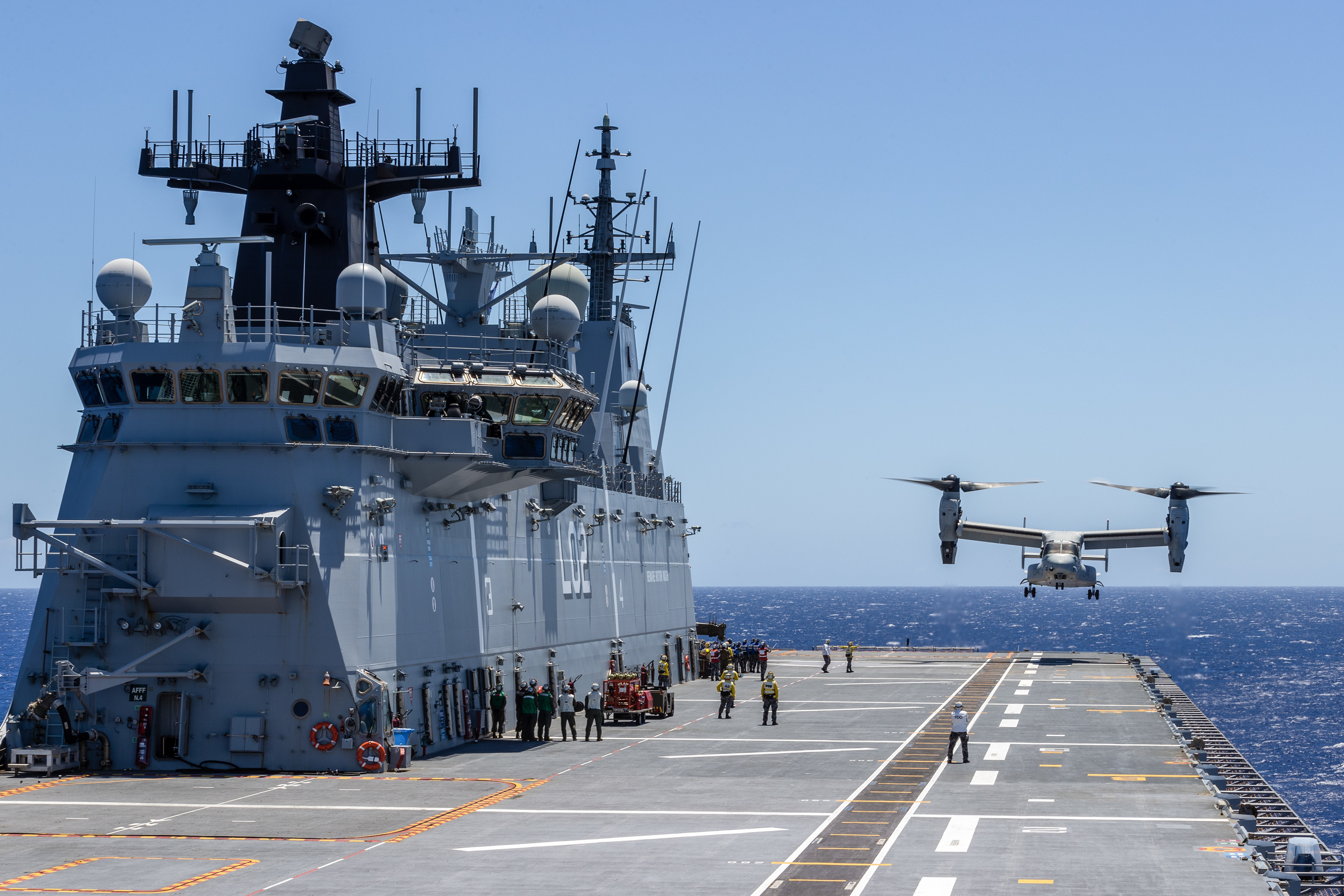
Letová paluba HMAS Canberra (LHD-02) s konvertoplánem MV-22 Osprey

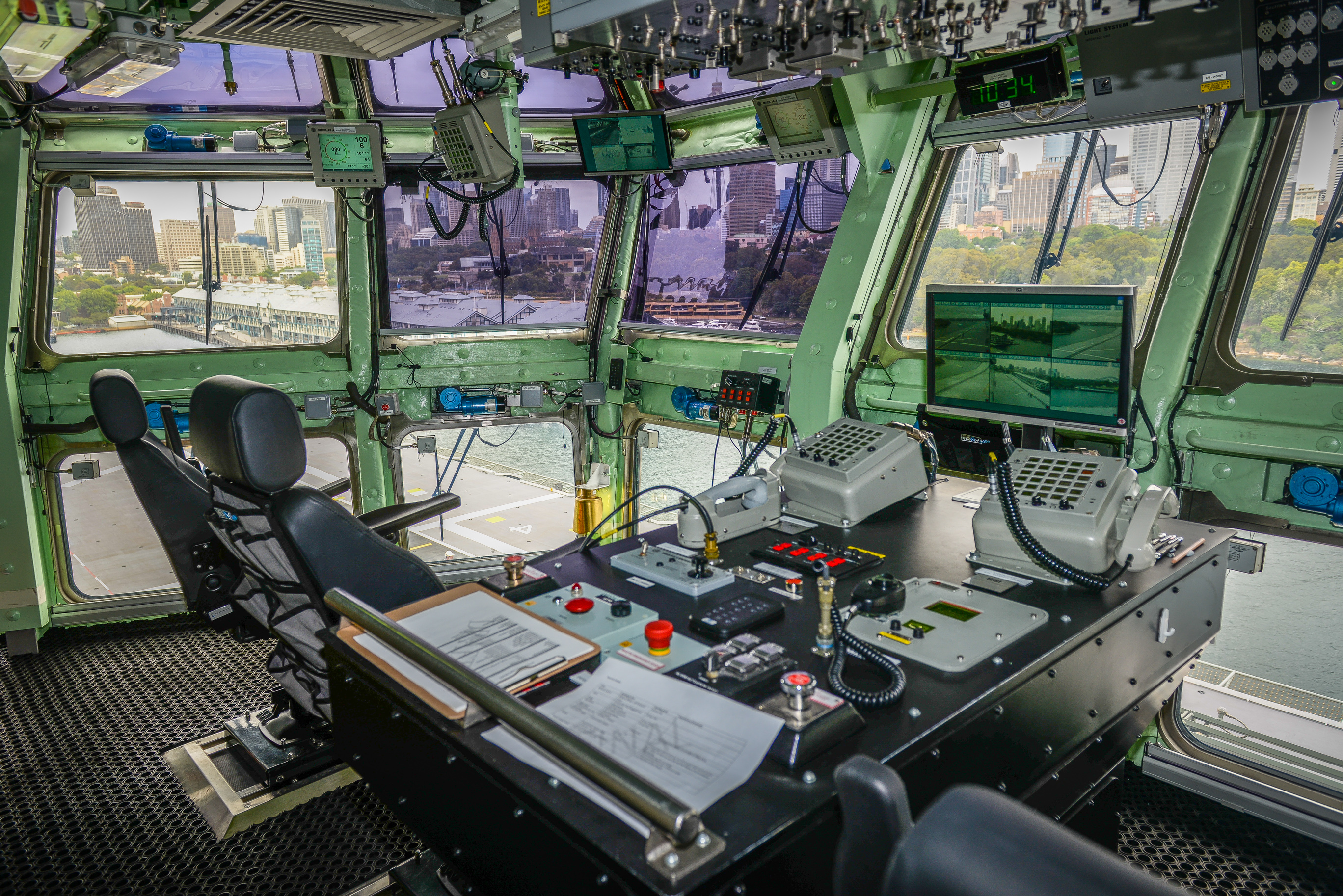
Centrum řízení letového provozu výsadkové lodě Canberra

### Základní koncepce
Plavidla mají čtyři hlavní paluby. První z nich je letová paluba, s velitelským ostrovem na pravoboku, sloužící provozu transportních vrtulníků. Horní patro v trupu lodě je rozděleno na hangár pro vrtulníky a garáž pro lehká vozidla či náklad. Pod ním se nachází hlavní ubytovací paluba a ještě níže palubní dok s garáží pro těžká vozidla. Celkově může jedna loď přepravovat 1 000 vojáků, 110 vozidel a 8-18 vrtulníků.

### Paluby
Ve spodním patře je prostor o velikosti 1 410 m² sloužící pro uskladnění tanků či nákladu. Do nitra lodě se vjíždí pomocí dvou bočních ramp o nosnosti 65 tun. Těžká vozidla přitom zůstávají dole, zatímco lehká vozidla mohou vyjet do garáže v horním patře pomocí vnitřní rampy, která obě části lodě spojuje. Z prostoru pro těžká vozidla je po pevné rampě přímý přístup do doku s vyloďovacími čluny.
Palubní dok má rozměry 69,3×16,8 m. Vejdou se do něj čtyři vyloďovací čluny LCM-1E a čtyři malé rychlé čluny RHIB. Alternativou je využití výsadkových prostředků spojeneckých zemí, včetně amerických těžkých vznášedel Landing Craft Air Cushion.
Prostřední ubytovací paluba zahrnuje nejen kajuty pro 4 00 členů posádky a 1 000 členů palubního výsadku, ale i palubní nemocnici, kanceláře či místa pro odpočinek posádky. Palubní hangár má plochu 990 m² a paluba pro lehká vozidla dalších 1 880 m². V samotném hangáru je možné umístit 8 středních vrtulníků, přičemž v případě potřeby může být využit prostor pro lehká vozidla pro dalších 10 lehkých vrtulníků.
Letová paluba má rozměry 202,3×32 m a s palubou pod ní ji spojují dva výtahy. Na její přídi bude skokanský můstek, ale s nasazením letounů se zatím nepočítá. Najednou z ní může operovat šest středních či čtyři těžké vrtulníky. V současnosti se jedná o typy MRH-90, CH-47 Chinook, UH-60 Blackhawk a SH-60 Seahawk.

### Výzbroj
Obrannou výzbroj tvoří čtyři izraelské systémy Rafael Typhoon vybavené americkým 25mm kanónem M242 Bushmaster. Doplňuje je šest 12,7mm kulometů M2 Browning. Lodě rovněž nesou protitorpédové systémy a výmetnice klamných cílů na obranu proti protilodním střelám.

### Pohonný systém
Pohonný systém je diesel-plyno-elektrický. Elektromotory pohání plynová turbína General Electric LM2500 a dva dieselové generátory MAN 16V32/40. Elektřina pohání dva pody Siemens - plně otočné závěsy obsahující elektromotory a dvojici lodních vrtulí. Loď tak nepotřebuje kormidlo. Dosah je 9 000 námořních mil při 15 uzlech. Tato koncepce přináší značnou úsporu nákladů, vnitřního prostoru, zmenšení posádky,snížení hluku a zlepšuje manévrovací schopnosti lodi.

### Modernizace
V roce 2020 byla obě plavidla vybavena vrhači klamných cílů Nulka.